# Michael Mark
Michael Mark (ur. 21 kwietnia 1986) – grenadyjski piłkarz występujący na pozycji obrońcy, obecnie zawodnik Eagles Super Strikers.

## Kariera klubowa
Mark swoją karierę piłkarską rozpoczynał w zespole Eagles Super Strikers.

## Kariera reprezentacyjna
W seniorskiej reprezentacji Grenady Mark zadebiutował 7 grudnia 2008 w wygranej 4:2 spotkaniu z Barbadosem, wchodzącym w skład Pucharu Karaibów. Rok później znalazł się w składzie na Złoty Puchar CONCACAF, gdzie wystąpił w jednym spotkaniu, natomiast jego drużyna po trzech porażkach odpadła już w fazie grupowej. Wziął także udział w pięciu meczach eliminacji do Mistrzostw Świata 2014, na które Grenadyjczycy ostatecznie się nie zakwalifikowali.